# 155. Feldausbildungs-Division
Die 155. Feldausbildungs-Division war eine deutsche Infanteriedivision im Zweiten Weltkrieg. 

## Geschichte

### Aufstellung
Die Division wurde am 2. November 1944 als Feldausbildungs-Division für die Heeresgruppe C in Italien durch den Wehrkreis VII aufgestellt. 
Ziel der Division war die Ausbildung von Rekruten der Heeresgruppe C. 

### Eingliederung von Resten der 20. Lw-Sturm-D
Am 3. Januar 1945 wurden Teile der aufgelösten 20. Luftwaffen-Sturm-Division der Division zugeführt. Bis Ende Januar 1945 sollte die Division feldverwendungsfähig sein.

### Verlegung an die Front
Die Division kam bei Belluno, Verona und Treviso zum Einsatz.

### Auflösung durch Umbenennung
Am 11. Februar 1945 wurde die 155. Feldausbildungs-Division ohne Veränderung der Gliederung in 155. Infanterie-Division umbenannt.

## Kommandeur
Kommandeur war von der Aufstellung bis zur Umbenennung Generalmajor Georg Zwade.

## Gliederung
- Grenadier-(Feldausbildungs-)Regiment 1227 mit zwei Bataillonen, u. a. aus dem Feldersatz-Bataillon 20
- Grenadier-(Feldausbildungs-)Regiment 1228 mit zwei Bataillonen aus dem Jäger-Regiment 38 der 8. Jäger-Division
- Grenadier-(Feldausbildungs-)Regiment 1229 mit zwei Bataillonen aus dem Jäger-Regiment 40 der 42. Jäger-Division
- Füsilier-Bataillon, neu gebildet
- Artillerie-(Feldausbildungs-)Abteilung 155, u. a. aus Artillerie-Regiment 20 der 20. Panzer-Grenadier-Division
- Nachrichten-Abteilung 630, von der ehemaligen 20. Luftwaffen-Sturm-Division
- Divisionseinheiten 155